# Martha Argerich

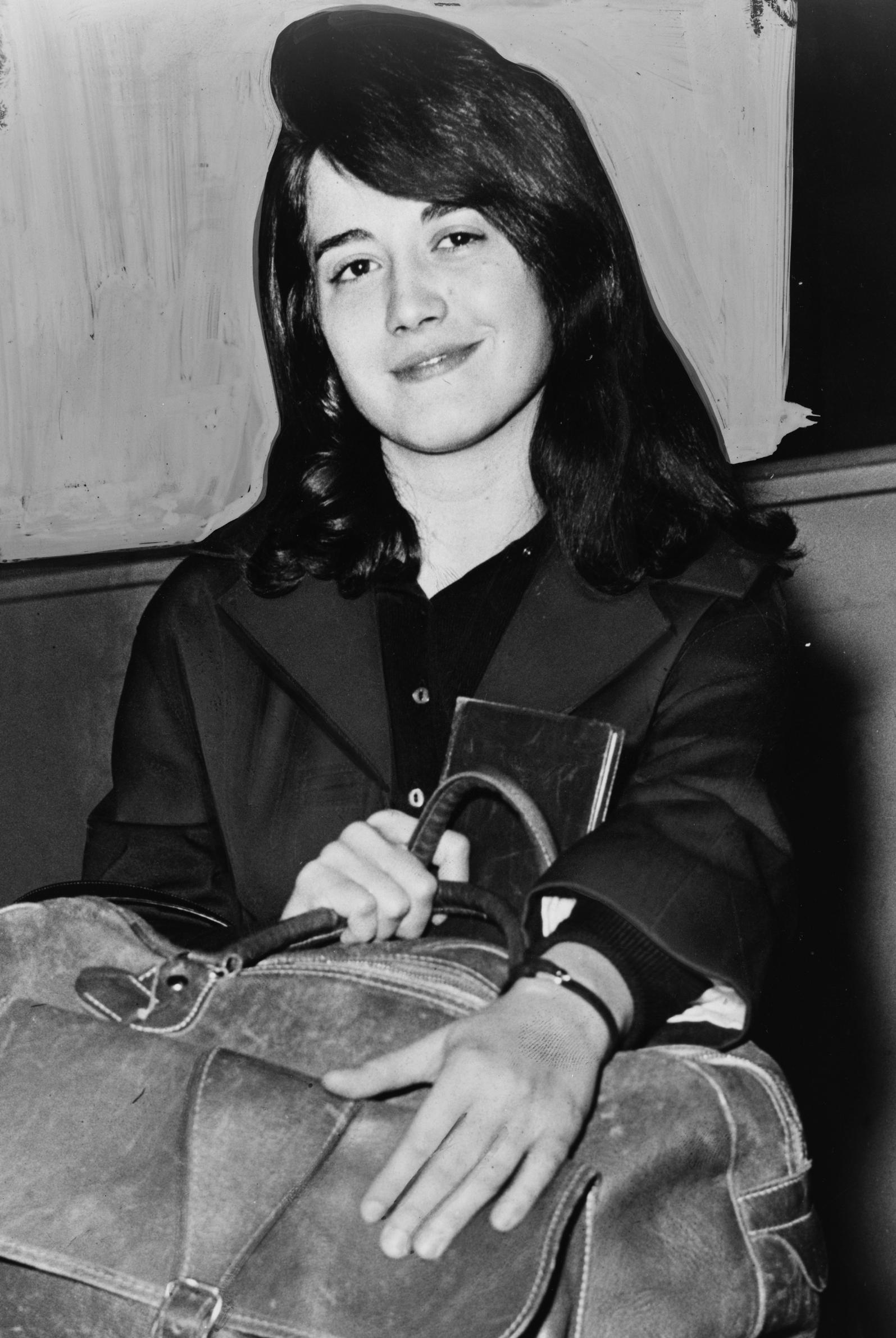
Martha Argerich 1962

Martha Argerich, född 5 juni 1941 i Buenos Aires, Argentina, anses vara en av de absolut främsta konsertpianisterna i modern tid. 
Hennes repertoar sträcker sig från Bach via Haydn, Mozart, Beethoven, Chopin, Schumann, Liszt, Debussy, Scarlatti och Ravel fram till mer nutida tonsättare som Lutoslawski, Bartok och ryska tonsättare såsom Prokofiev och Sjostakovitj och franska tonsättare exempelvis Poulenc och Messiaen. Hon har gjort prisade inspelningar av bland annat Ravels första pianokonsert, Prokofievs första och tredje pianokonserter, Schumanns pianokonsert i a-moll, Chopins pianokonserter, Tjajkovskijs pianokonsert, Liszts första pianokonsert, flera inspelningar av Beethovens första och andra pianokonserter samt även den tredje pianokonserten med Claudio Abbado. Härutöver har hon gjort inspelningar av ett större antal kammarmusikaliska verk.  
På egen begäran reste hon knappt 13 år gammal till Wien för att studera för Friedrich Gulda, och hon blev hans enda elev. Blott 16 år gammal vann hon på två veckor Genève-tävlingen och Busoni-tävlingen. Som 24-åring vann hon Chopin-tävlingen i Warszawa 1965; juryn beskrev henne som "volcanic" och "one of nature's happenings".
Argerich har samarbetat med de största dirigenterna, bland andra Sergiu Celibidache, Giuseppe Sinopoli, Kirill Kondrasjin, Claudio Abbado, Riccardo Chailly, Charles Dutoit, Daniel Barenboim och Mstislav Rostropovitj samt instrumentalister som violinisterna Gidon Kremer, Itzakh Perlman, Maxim Vengerov, Ruggiero Ricci, Ivri Gitlis, Renaud Capucon och cellisterna Mischa Maisky, Gautier Capucon och Natalja Gutman.
Argerichs musikfestivaler i Lugano i Schweiz och Beppu i Japan utgör en språngbräda för unga musiker och lockar varje år en stor internationell publik.
Martha Argerichs diskografi omfattar omkring 75 CD, de flesta på EMI. På senare år har bolaget givit ut ett flertal konsertupptagningar från Argerichs festival i Lugano.

## Diskografi i urval
- Schumann, Robert, Kinderszenen op. 15. Från Luganofestivalen 2007. 3cd. EMI 5 18333 2.
- Prokofjev, Sergej, Pianokonsert nr. 1, Dess-dur / Montreals symfoniorkester ; Charles Dutoit, dirigent. EMI 5 56654 2.[9]